# Reformed Congregations of New Zealand
De Reformed Congregations of New Zealand is een bevindelijk gereformeerd kerkgenootschap in Nieuw-Zeeland. Ondanks het meervoud in de naam bestaat het kerkverband uit één gemeente, die gevestigd is in Carterton. In feite is de gemeente onderdeel van de Nederlandse Gereformeerde Gemeenten en ressorteert onder de classis Utrecht. De Engelstalige benaming wordt in Nieuw-Zeeland gebruikt om zich naar buiten toe te presenteren.
De Reformed Congregations werden geïnstitueerd in 1979, nadat steeds meer Nederlandse emigranten in het gebied kwamen wonen. Tot 1992 werd de gemeente gediend door evangelist J.J. Groen, later door lerend ouderling Bertram. Op 11 november 2000 deed ds. A.T. Vergunst intrede in de gemeente. In 2013 vertrok deze naar Waupun in de Verenigde Staten. In 2020 keerde ds. Vergunst terug als predikant van de gemeente. De gemeente groeide van 60 leden in 1985 naar 115 in 2000 tot 176 in 2014. In 2007 werd een nieuw kerkgebouw in gebruik genomen. 
Naast het kerkterrein is de Ponatahi Christian School gelegen, een van de weinige christelijke scholen in Nieuw-Zeeland. Op deze school zitten ook kinderen van de plaatselijke Free Presbyterian Church of Scotland, een verwante bevindelijk gereformeerde kerk.

## Afbeeldingen

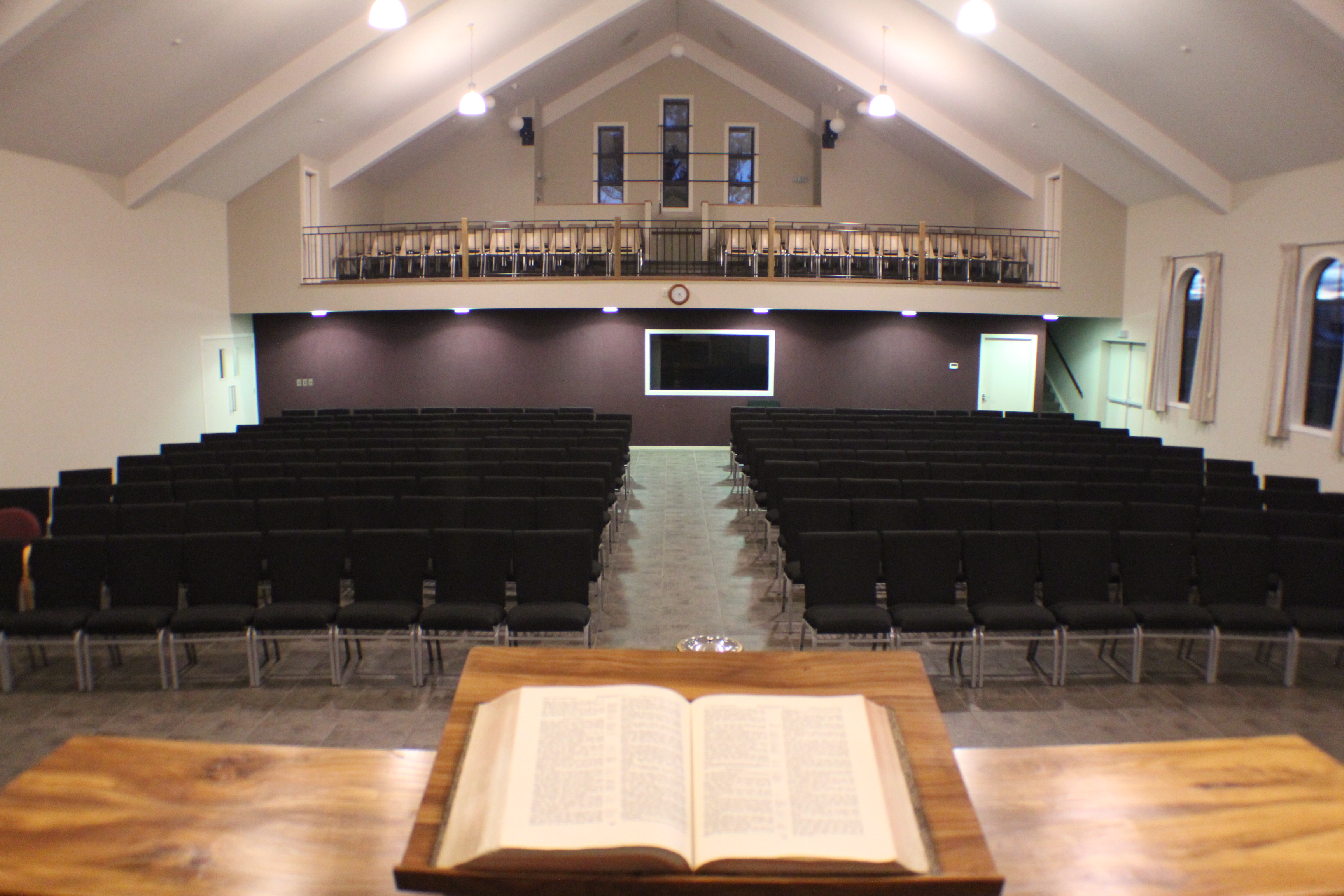
Interieur kerk Carterton vanaf de kansel
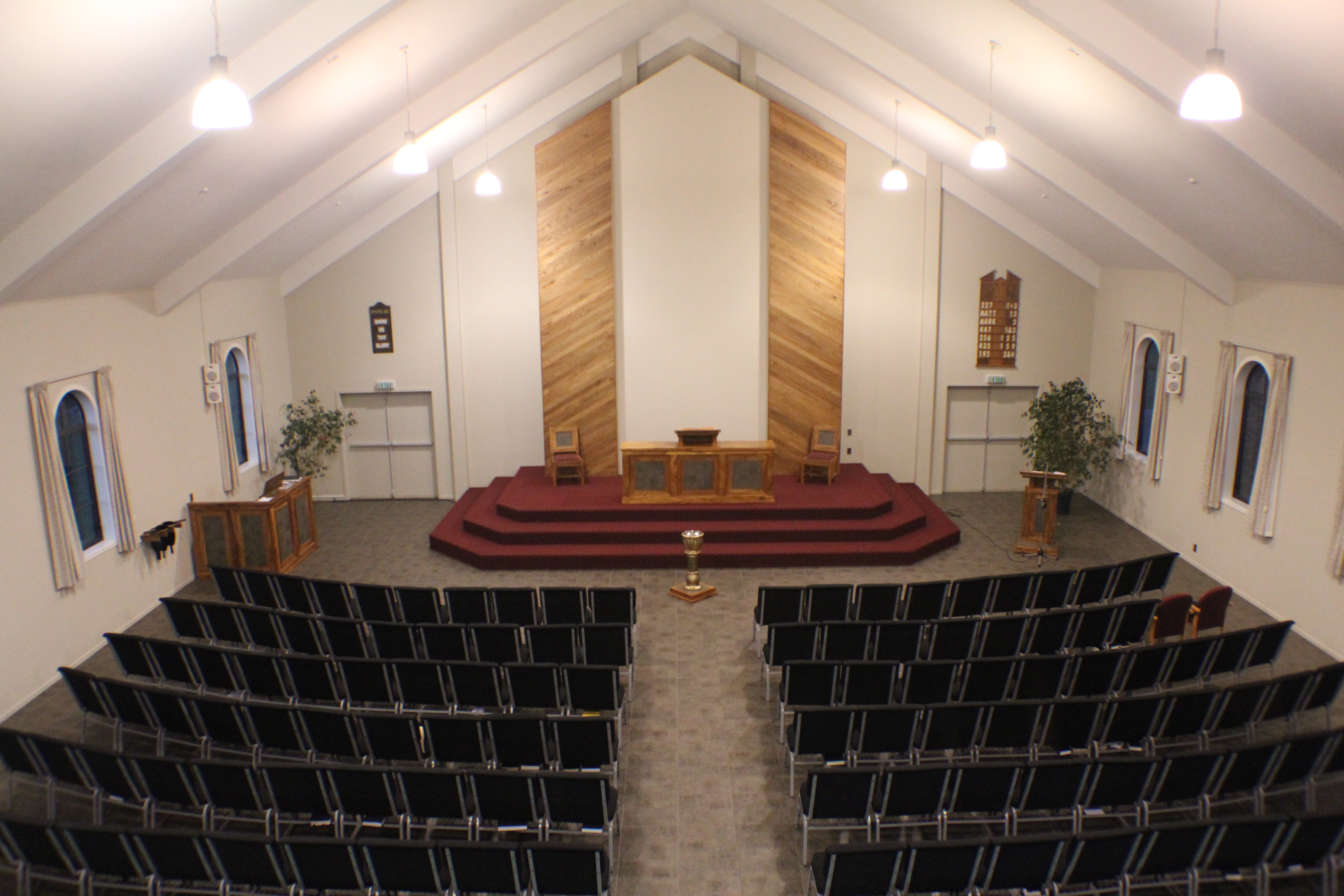
Interieur kerk Carterton vanaf de galerij